# Škanjac ribar
Škanjac ribar (lat. Busarellus nigricollis) vrsta ptice iz porodice jastrebova, red jastrebovke (Accipitriformes) raširena u Srednjoj i Južnoj Americi, osobito u suptropskim i tropskim nizinama i močvarama.
Ova ptica jedina je vrsta u svome rodu a odlikuje se neobičnim glasanjem. Ženka polaže u gnijezdo 3 - 5 jaja, a gnijezdi se i često zadržava na visokim stablima, osobito u blizini vode jer mu je riba glavna hrana. Uz ribu povremeno hvata i guštere, glodavce u puževe.

## Podvrste
Postoje dvije podvrste:
- Busarellus nigricollis leucocephalus (Vieillot, 1816)
- Busarellus nigricollis nigricollis (Latham, 1790)

- Crnovrati jastreb. Pantanal, Brazil
- Škanjac ribar s lovinom